# Барксдейл (Вісконсин)
Барксдейл (англ. Barksdale) — місто (англ. town) в США, в окрузі Бейфілд штату Вісконсин. Населення — 745 осіб (2020).

## Демографія
Згідно з переписом 2010 року, у місті мешкали 723 особи в 306 домогосподарствах у складі 226 родин. Було 371 помешкання
Расовий склад населення:
| - 95,7 % — білих - 1,8 % — корінних американців - 0,3 % — азіатів |

До двох чи більше рас належало 2,1 %. Частка іспаномовних становила 1,2 % від усіх жителів.
За віковим діапазоном населення розподілялося таким чином: 18,9 % — особи молодші 18 років, 64,2 % — особи у віці 18—64 років, 16,9 % — особи у віці 65 років та старші. Медіана віку мешканця становила 48,0 року. На 100 осіб жіночої статі у місті припадало 109,0 чоловіків;  на 100 жінок у віці від 18 років та старших — 105,6 чоловіків також старших 18 років.
Середній дохід на одне домашнє господарство  становив 88 424 долари США (медіана — 73 750), а середній дохід на одну сім'ю — 102 323 долари (медіана — 87 750). Медіана доходів становила 64 000 доларів для чоловіків та 33 438 доларів для жінок. За межею бідності перебувало 2,4 % осіб, у тому числі 3,7 % дітей у віці до 18 років та 3,5 % осіб у віці 65 років та старших.
Цивільне працевлаштоване населення становило 413 осіб. Основні галузі зайнятості: освіта, охорона здоров'я та соціальна допомога — 30,8 %, будівництво — 12,8 %, виробництво — 12,6 %.